# Swithinbank Glacier
Swithinbank Glacier är en glaciär i Antarktis. Den ligger i Västantarktis. Argentina, Chile och Storbritannien gör anspråk på området. Swithinbank Glacier ligger 671 meter över havet.
Terrängen runt Swithinbank Glacier är kuperad norrut, men söderut är den bergig. Trakten är obefolkad. Det finns inga samhällen i närheten.